# Semiothisa richardsi
Semiothisa richardsi là một loài bướm đêm trong họ Geometridae.